# Meta giro izginjajoč rombiikozidodekaeder
| Meta giro izginjajoč rombiikozidodekaeder | Meta giro izginjajoč rombiikozidodekaeder                          |
| ----------------------------------------- | ------------------------------------------------------------------ |
|                                           |                                                                    |
| Vrsta                                     | Johnsonovo telo J77-J78-J79                                        |
| Stranske ploskve                          | 3+6x2 trikotnikov 3+11x2 kvadratov 3+4x2 petkotnikov 1 desetkotnik |
| Oglišča                                   | 55                                                                 |
| Robovi                                    | 105                                                                |
| Konfiguracija oglišča                     | 5x2(4.5.10) 5x2(3.42.5) 3+16x2(3.4.5.4)                            |
| Grupa simetrije                           | Cs                                                                 |
| Dualni polieder                           | -                                                                  |
| Lastnosti                                 | konveksen                                                          |
| mreža telesa                              |                                                                    |

Meta giro izginjajoč rombiikozadodekaeder je eno izmed Johnsonovih teles (J78).
V letu 1966 je Norman Johnson (rojen 1930) imenoval in opisal 92 teles, ki jih sedaj imenujemo Johnsonova telesa.